# آرثر هيوز (لاعب اتحاد الرغبي)
آرثر هيوز (بالإنجليزية: Arthur Hughes)‏ هو لاعب اتحاد الرغبي نيوزيلندي، ولد في 11 أكتوبر 1924 في أوكلاند في نيوزيلندا، وتوفي في 20 يونيو 2005 في North Shore, New Zealand ‏ في نيوزيلندا.